# NGC 7006
NGC 7006 (také známá jako Caldwell 42) je kulová hvězdokupa vzdálená 137 000 světelných let v souhvězdí Delfína o hodnotě magnitudy 10,6. Objevil ji britský astronom William Herschel 21. srpna 1784.

## Pozorování
Na obloze se nachází ve východní části souhvězdí, 3,5° východně od hvězdy Gama Delphini čtvrté magnitudy. Kvůli její velké vzdálenosti jsou její nejjasnější hvězdy slabší 15. magnitudy. 8° jihovýchodně od ní se nachází mnohem jasnější kulová hvězdokupa Messier 15.

## Vlastnosti
Sídlí na okraji Mléčné dráhy v galaktickém halu a její vzdálenost od Země je pětinásobkem vzdálenosti Slunce od středu Galaxie. Galaktické halo je oblast zhruba kulového tvaru tvořená temnou hmotou, plynem a rozptýlenými hvězdokupami. Její odhadovaná hmotnost je 3,0 × 105 {\displaystyle M_{\odot }}

## Galerie obrázků

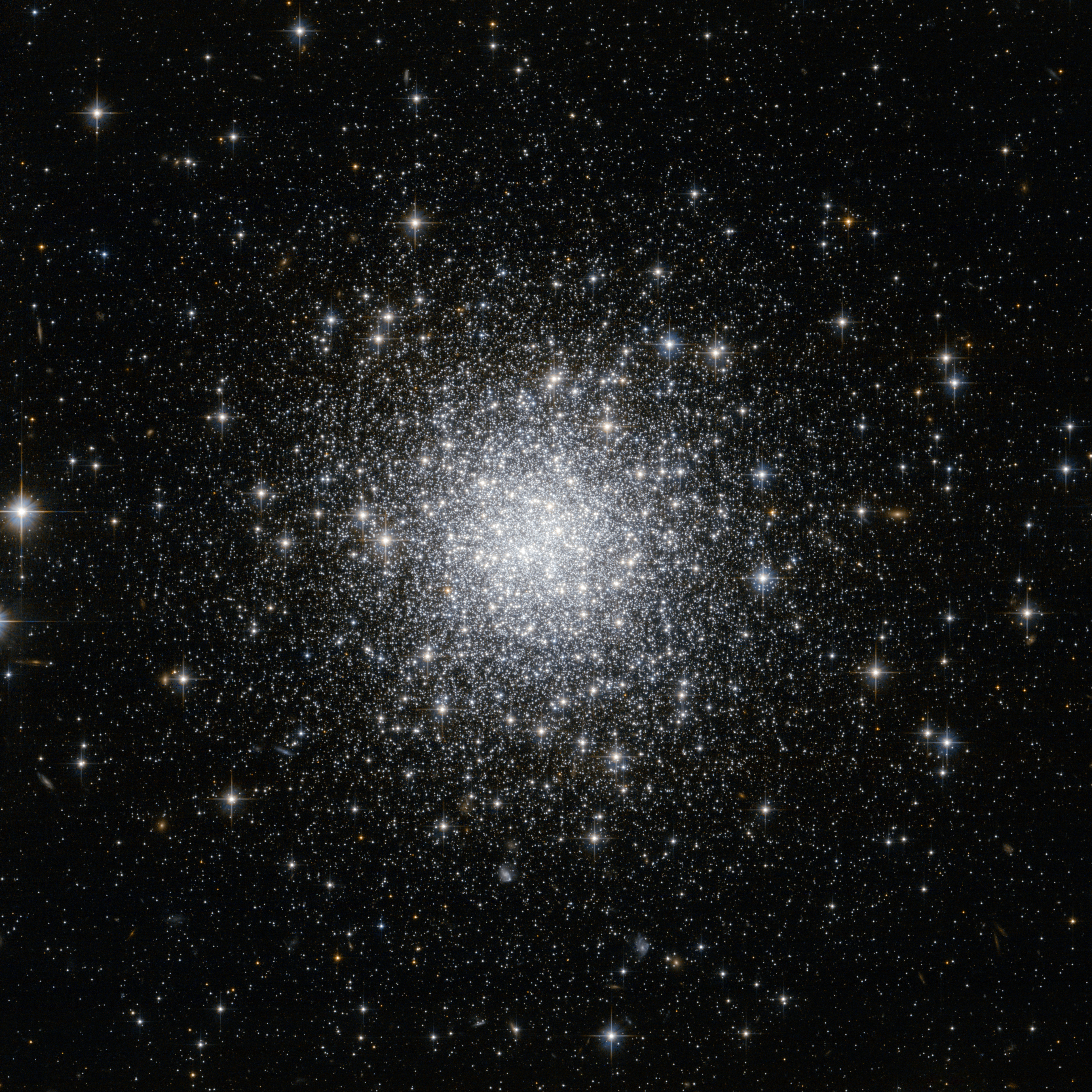
NGC 7006 na snímku z Hubbleova vesmírného dalekohledu.
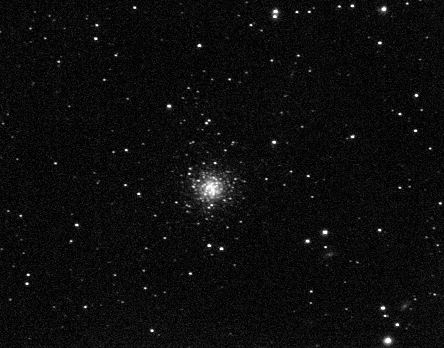
Vzdálený pohled na kulovou hvězdokupu NGC 7006